# Electric Wizard
Electric Wizard là một ban nhạc doom metal người Anh từ Dorset. Ban nhạc thành lập vào năm 1993 và đã thu âm tất cả tám album, hai trong số đó được xem là những cột mốc của doom metal: Come My Fanatics... và Dopethrone. Electric Wizard kết hợp doom metal với nhiều yếu tố của stoner và sludge, với phần lời về những điều huyền bí, thuật phù thủy, H. P. Lovecraft, phim kinh dị và cần sa. Năm 2014, họ thành lập Witchfinder Records, một hãng đĩa con của Spinefarm Records, qua hãng đĩa này họ sẽ phát hành các album trong tương lai.

## Thành viên
Thành viên hiện tại
- Jus Oborn – hát chính, guitar (1993–nay)
- Liz Buckingham – guitar (2003–nay)
- Clayton Burgess – bass (2014–nay)
- Simon Poole – trống, bộ gõ (2012, 2014–nay)

Cựu thành viên
- Mark Greening – trống, bộ gõ (1993–2003, 2012–2014)
- Tim Bagshaw – bass (1993–2003)
- Rob Al-Issa – bass (2003–2008)
- Justin Greaves – trống, bộ gõ (2003–2006)
- Shaun Rutter – trống, bộ gõ (2006–2012)
- Tas Danazoglou – bass (2008–2012)
- Glenn Charman – bass (2012–2014)

## Đĩa nhạc
- Electric Wizard (1995)
- Come My Fanatics... (1997)
- Supercoven (1998)
- Dopethrone (2000)
- Let Us Prey (2002)
- We Live (2004)
- Witchcult Today (2007)
- Black Masses (2010)
- Legalise Drugs and Murder (2012)
- Time to Die (2014)